# Reihflug

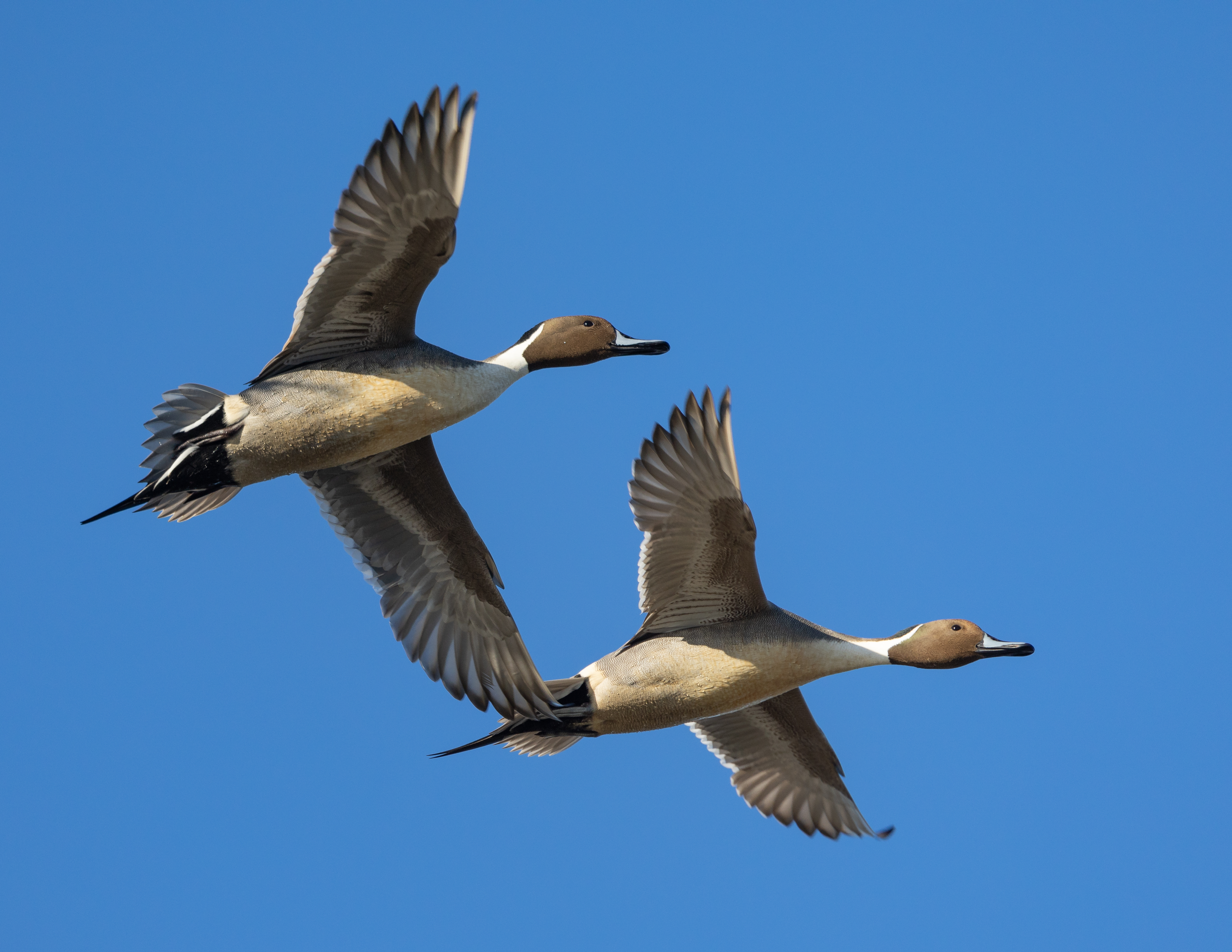
Zwei Spießentenerpel bei einem Reihflug

Als Reihflug bezeichnet man eine charakteristische Flugformation bei Entenvögeln. Dabei fliegen zwei oder mehr Erpel hinter einem einzelnen Weibchen hinterher. Besonders häufig ist die Flugformation bei Stockenten zu beobachten, sie kommt jedoch auch bei anderen Entenarten wie Tafelente, Knäkente oder Spießente vor.
Zum Reihflug kommt es aus mehreren Gründen. In der Zeit der Balz, in der die Paarbildung noch stattfindet, kommt es dazu, wenn ein von mehreren Erpeln bedrängtes Weibchen auffliegt und die Männchen ihm folgen. Zu Reihflügen kommt es allerdings auch, wenn ein Erpel das Nistgebiet gegen ein anderes Paar verteidigt. Der Erpel greift das eingedrungene Weibchen an, dieses fliegt auf, der sein Revier verteidigende Erpel folgt ihm, der ins Revier eingedrungene fremde Erpel folgt gleichfalls seinem Weibchen. 

## Einzelbelege
1. ↑   Rutschke, S. 67 und S. 207